# Stout

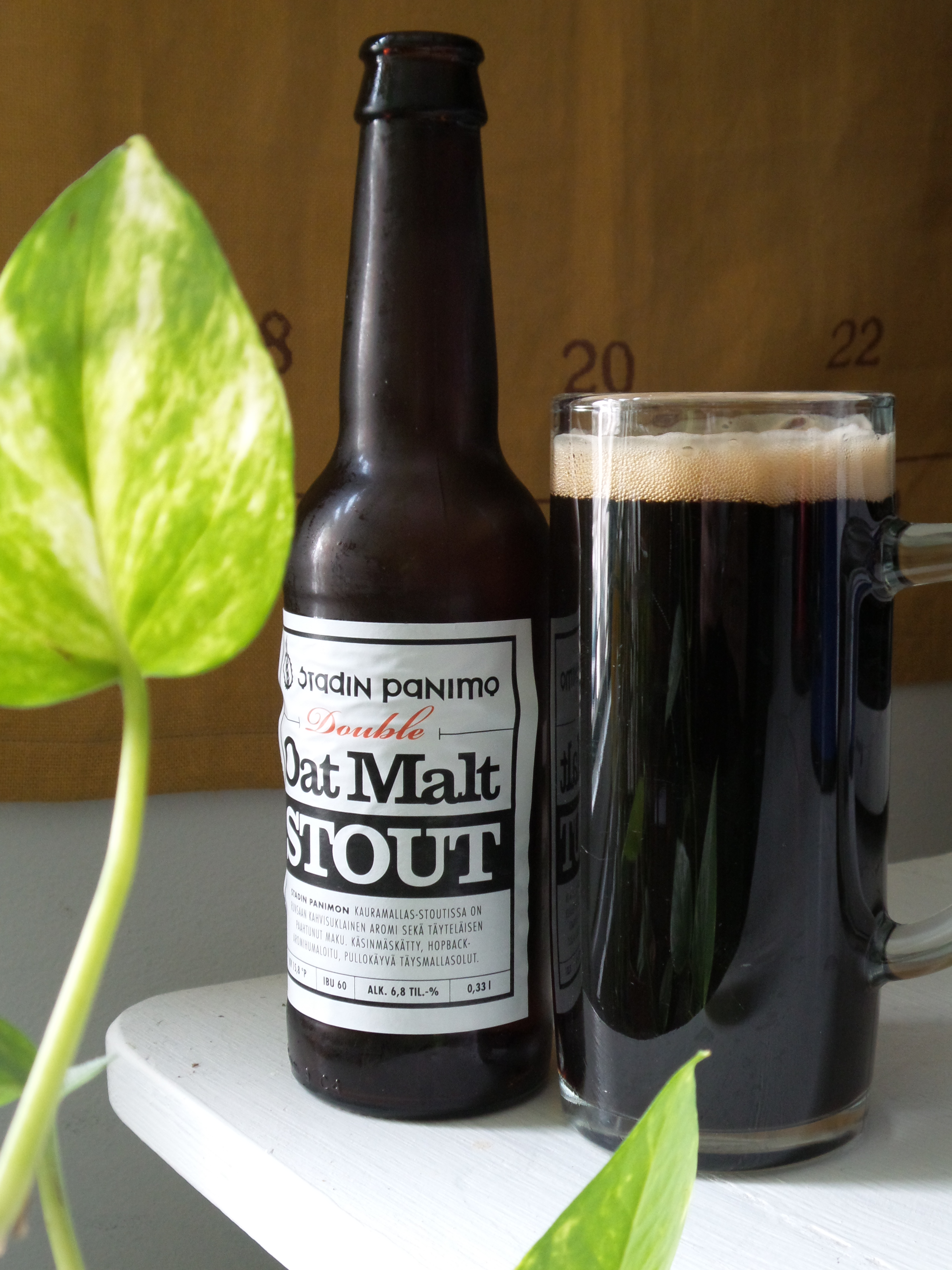
O bere „double oat malt stout”

Stout este un stil de bere⁠(d) brună, de fermentație superioară,⁠(d) care include variantele dry stout, oatmeal stout, milk stout și imperial stout.
Prima menționare cunoscută a cuvântului „stout” pentru bere se află într-un document manuscris din anul 1677 (care face parte din Colecția Egerton⁠(d)) și se referă la tăria⁠(d) sa. Berea porter⁠(d) a fost fabricată de la început cu grade diferite de tărie, iar variantele mai tari, cu concentrații alcoolice (ABV) de 7% sau 8%, au fost numite „stout porters”. Istoria și dezvoltarea stilurilor stout și porter sunt astfel întrepătrunse.

## Istoric
Berea porter⁠(d) își are originea în Londra, capitala Angliei, la începutul anilor 1720. Acest stil de bere⁠(d) a devenit rapid popular în oraș, mai ales în rândul hamalilor (de la care provine și numele berii): avea o aromă puternică, se altera⁠(d) mai greu decât celelalte beri, nefiind afectată atât de tare de căldură, și era semnificativ mai ieftin decât alte beri. În decursul a câtorva decenii, fabricile de bere porter din Londra crescuseră „dincolo de orice mărime cunoscută anterior”. Volume mari de bere porter au fost exportate în Irlanda, iar în jurul anului 1776 a început să fie produsă de Arthur Guinness⁠(d) la fabrica sa St. James's Gate Brewery⁠(d). În cursul secolului al XIX-lea, berea a dobândit culoarea brună cunoscută astăzi prin utilizarea malțului negru⁠(d) și a devenit mai aromată.

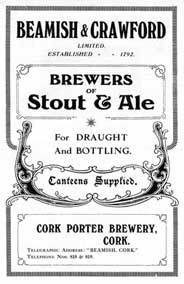
Afiș publicitar la berea, 1919

Inițial, adjectivul stout însemna „mândru” sau „curajos”, dar mai târziu, după secolul al XIV-lea, a căpătat conotația de „puternic”. Prima utilizare cunoscută a cuvântului stout pentru bere provine dintr-un document din anul 1677, descoperit în colecția de manuscrise Egerton⁠(d), în care se sugerează că o bere stout era o bere tare. Expresia stout porter a fost aplicată în timpul secolului al XVIII-lea versiunilor tari ale stilului porter. Stout însemna în continuare doar „tare” și putea fi folosită în legătură cu orice fel de bere, atâta timp cât era tare: în Marea Britanie era posibil să se găsească „stout pale ale”, de exemplu. Mai târziu, stout a fost asociat doar cu stilul porter, devenind astfel un sinonim al berii brune.
Datorită popularității uriașe a berii porter, fabricanții de bere au început să o producă într-o varietate de sortimente cu tării diferite. Berile cu densități mai mari au fost numite „Stout Porters”. Continuă să existe o serie de discuții și dezbateri care încearcă să lămurească deosebirile dintre berile stout și berile porter, unii autori susținând că stilul stout este diferit de stilul porter, în timp ce alții susțin că stout este doar o variantă a stilului porter. De obicei, singurul factor decisiv este tăria.
Milk stout-urile „hrănitoare” și dulci au devenit populare în Marea Britanie în anii de după Primul Război Mondial, deși popularitatea lor a scăzut spre sfârșitul secolului al XX-lea, în afara unor zone de interes local precum Glasgow-ul, unde avea mare succes berea Sweetheart Stout.
Scriitorul specializat în domeniul berii Michael Jackson a scris articole despre sortimentele de bere stout și porter în anii 1970, dar un studiu realizat la mijlocul anilor 1980 de What's Brewing constata că doar 29 de fabrici de bere din Marea Britanie și Insulele Anglo-Normande încă mai produceau bere stout, îndeosebi varianta milk stout. În secolul al XXI-lea, stilul stout a revenit în gusturile consumatorilor de bere, datorită noilor sortimente realizate de producătorii regionali și artizanali de bere aflați în creștere numerică.

## Varietăți

### Milk stout

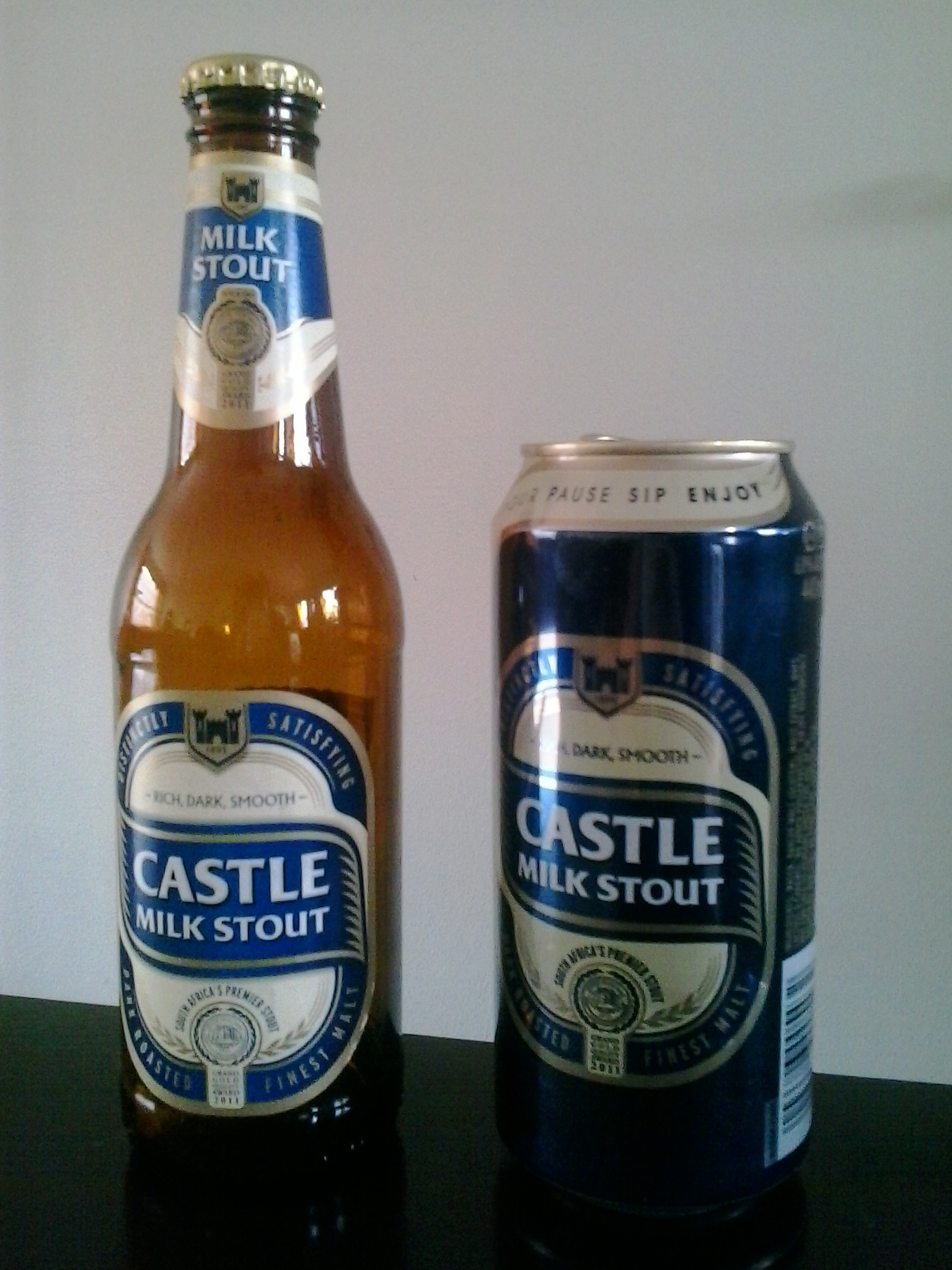
Castle Milk Stout de la

Milk stout (numit și sweet stout sau cream stout) este o variantă de bere stout care conține lactoză, o glucidă provenită din lapte. Deoarece lactoza nu poate fermenta cu ajutorul drojdiei de bere⁠(d), ea adaugă masă și un gust dulce produsului finit. Varianta milk stout, despre care se spunea că este hrănitoare, a fost dată mamelor care alăptează și a contribuit la creșterea producției de lapte matern. Exemplul clasic de bere milk stout care continuă să fie fabricată în prezent este Mackeson's⁠(d), căreia producătorii inițiali ai berii i-au făcut reclamă că „fiecare halbă conține carbohidrați energizanți de 10 uncii [284 ml] de lapte pur”. Producerea acestei variante a fost destul de rară până când a fost revitalizată de mai multe fabrici de bere artizanală în secolul al XXI-lea.
În anul 1944 a fost inițiată o urmărire penală în Newcastle upon Tyne în baza Food and Drugs Act din 1938 care a incriminat etichetarea înșelătoare a berii milk stout.

### Dry sau Irish stout
Odată ce milk stout-ul (sweet stout) a devenit varianta stout dominantă în Marea Britanie la începutul secolului al XX-lea, a început în același timp să se producă în Irlanda o variantă standard, care nu era dulce. Deoarece stout-ul standard are un gust mai uscat decât stout-urile dulci engleze și americane, a ajuns să fie numite dry stout sau Irish stout („stout sec” sau „stout irlandez”) pentru a le diferenția de stout-urile cu adaos de lactoză sau fulgi de ovăz. Această variantă reprezintă un stout tipic pentru majoritatea oamenilor.
Cele mai vândute sortimente de bere stout din întreaga lume sunt sortimentele Irish stout Guinness (deținut acum de compania britanică Diageo) produse de fabrica St. James's Gate Brewery⁠(d) (cunoscută și sub numele de Guinness Brewery) din Dublin. Guinness produce o serie de sortimente diferite de bere Irish stout. Alte exemple de sortimente de bere Irish stout sunt Murphy's⁠(d) și Beamish⁠(d), ambele deținute acum de grupul neerlandez Heineken. Sortimentele Irish stout autohtone sunt produse de fabrici irlandeze de bere artizanală⁠(d) independente, majoritatea acestora incluzând cel puțin un sortiment de bere stout în gamele lor de bază. Berea Irish stout scoasă din butoi este servit în mod normal cu un propulsor de azot, în plus față de dioxidul de carbon pe care îl folosesc majoritatea berilor, pentru a crea o spumă de lungă durată cu o textură cremoasă. Unele sortimente de bere stout, îmbuteliate în sticlă sau în cutii, includ un dispozitiv special numit „widget⁠(d)” pentru amesteca berea din recipient cu azot și a reproduce astfel gustul berii scoase din butoi.

#### Galerie de beri Irish stout

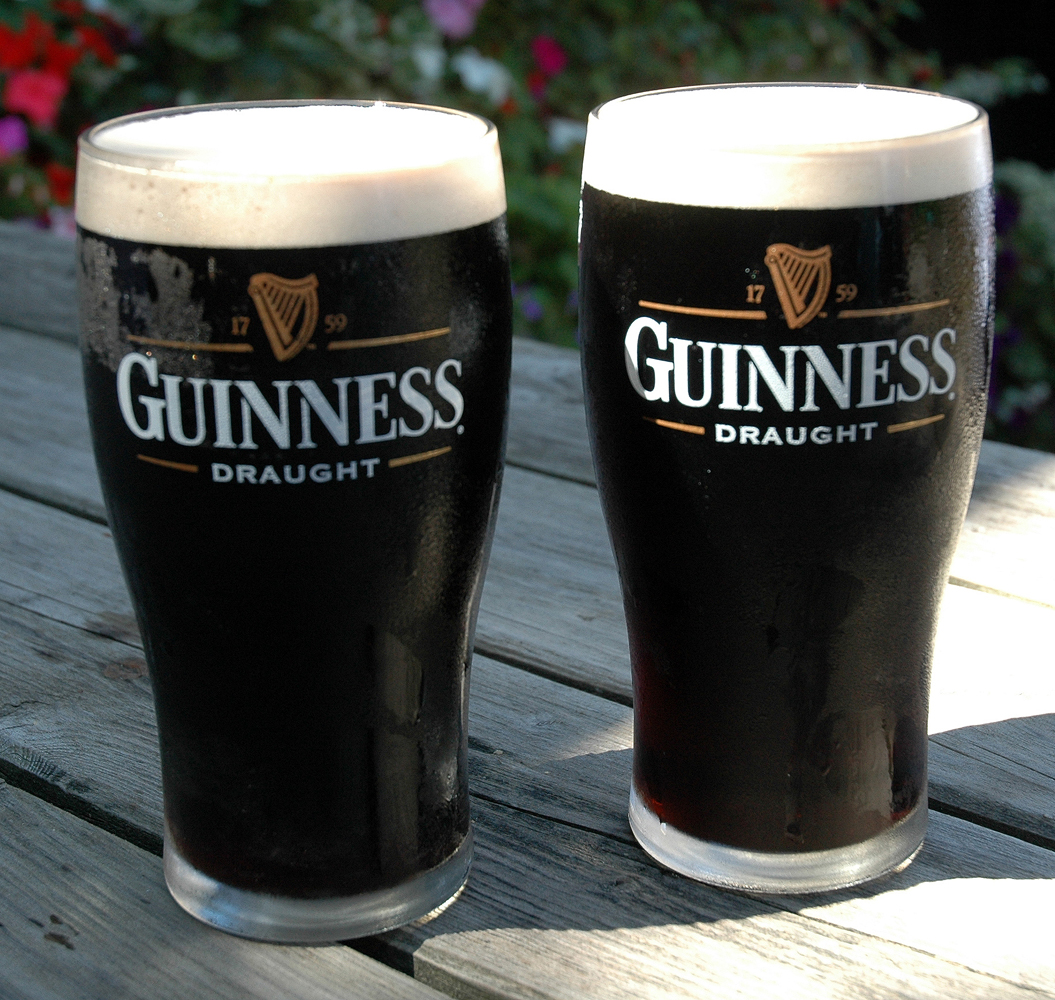
Draught Guinness
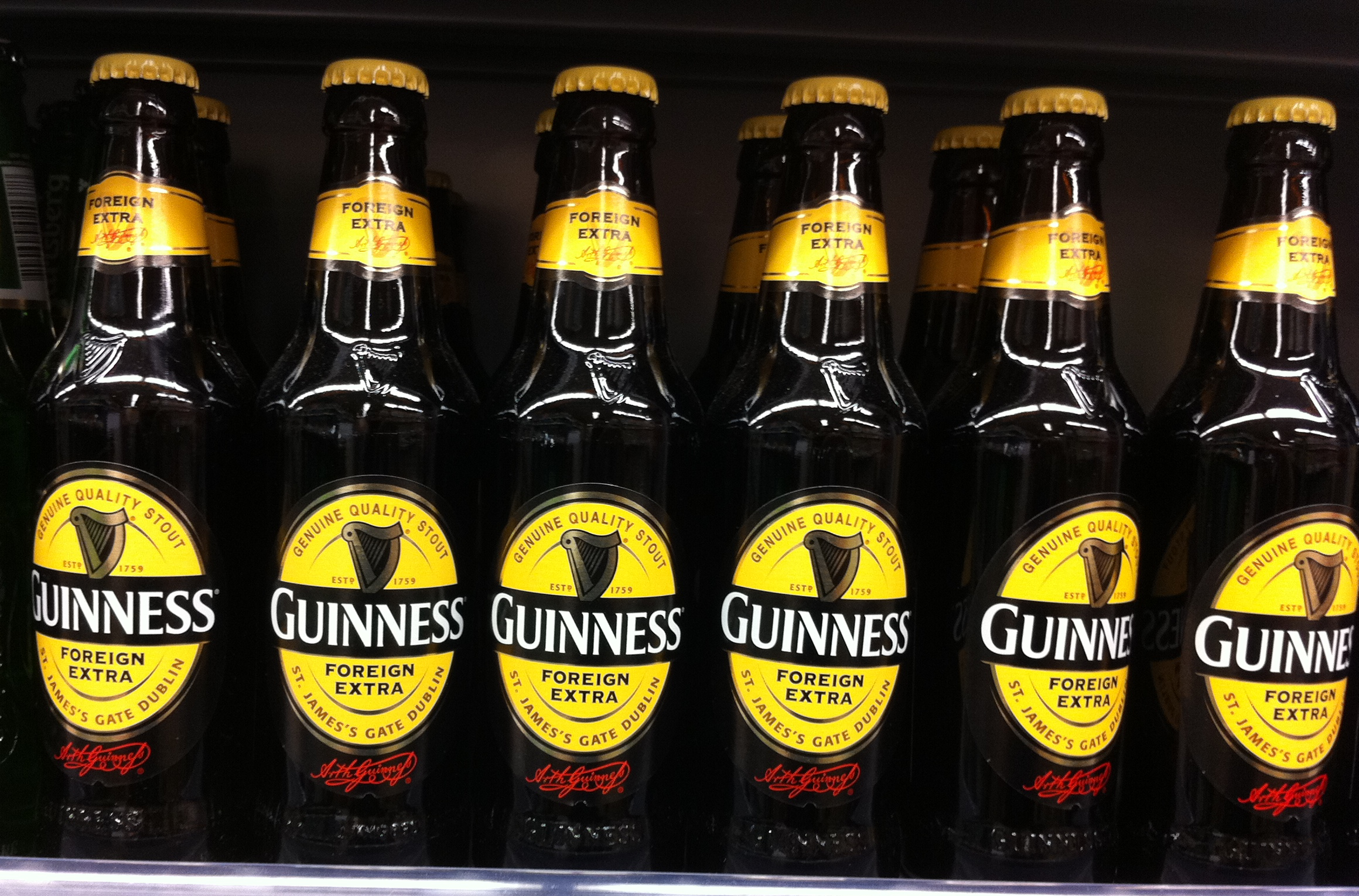
Guinness Foreign Extra
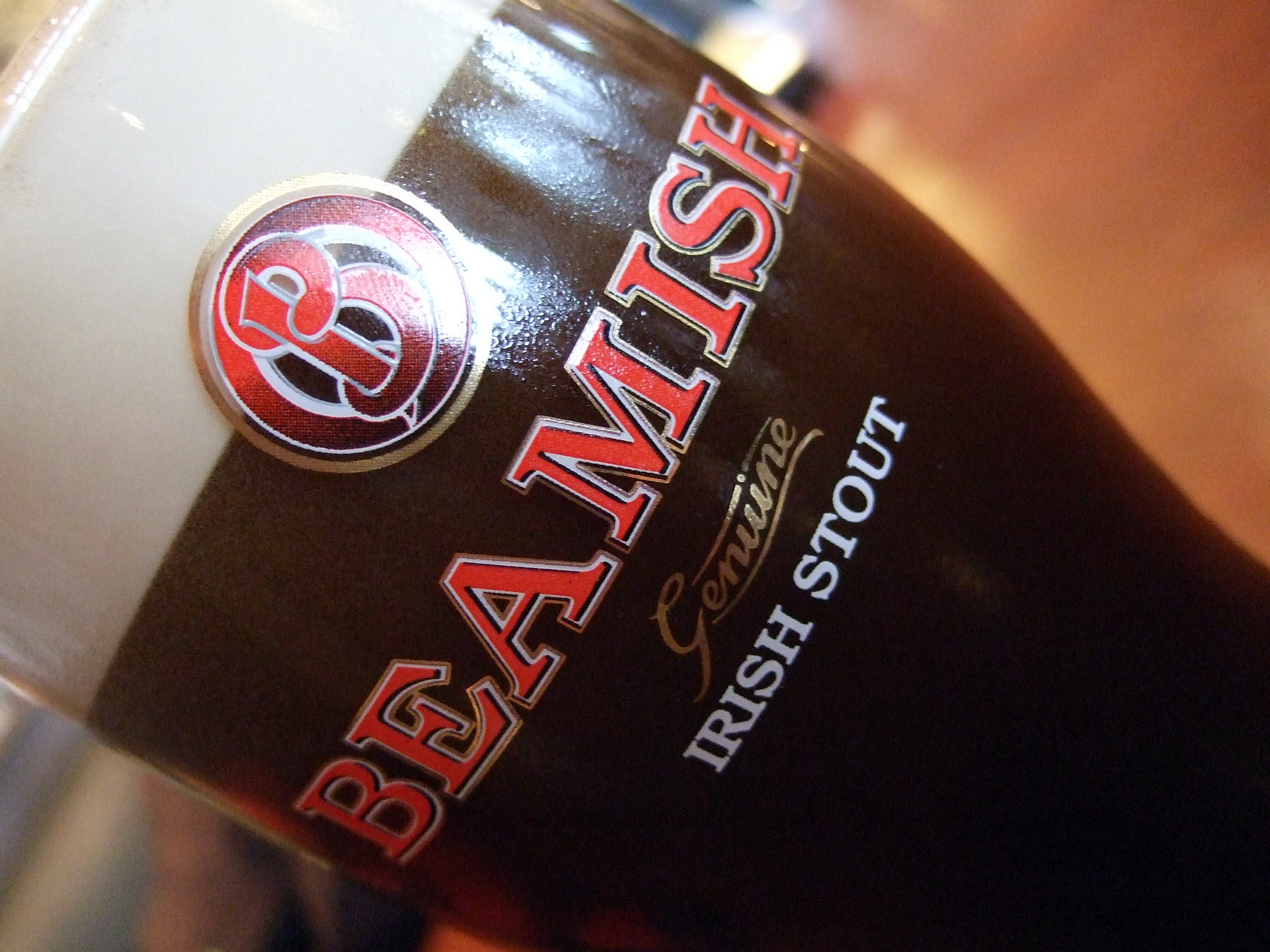
Beamish Genuine Irish Stout
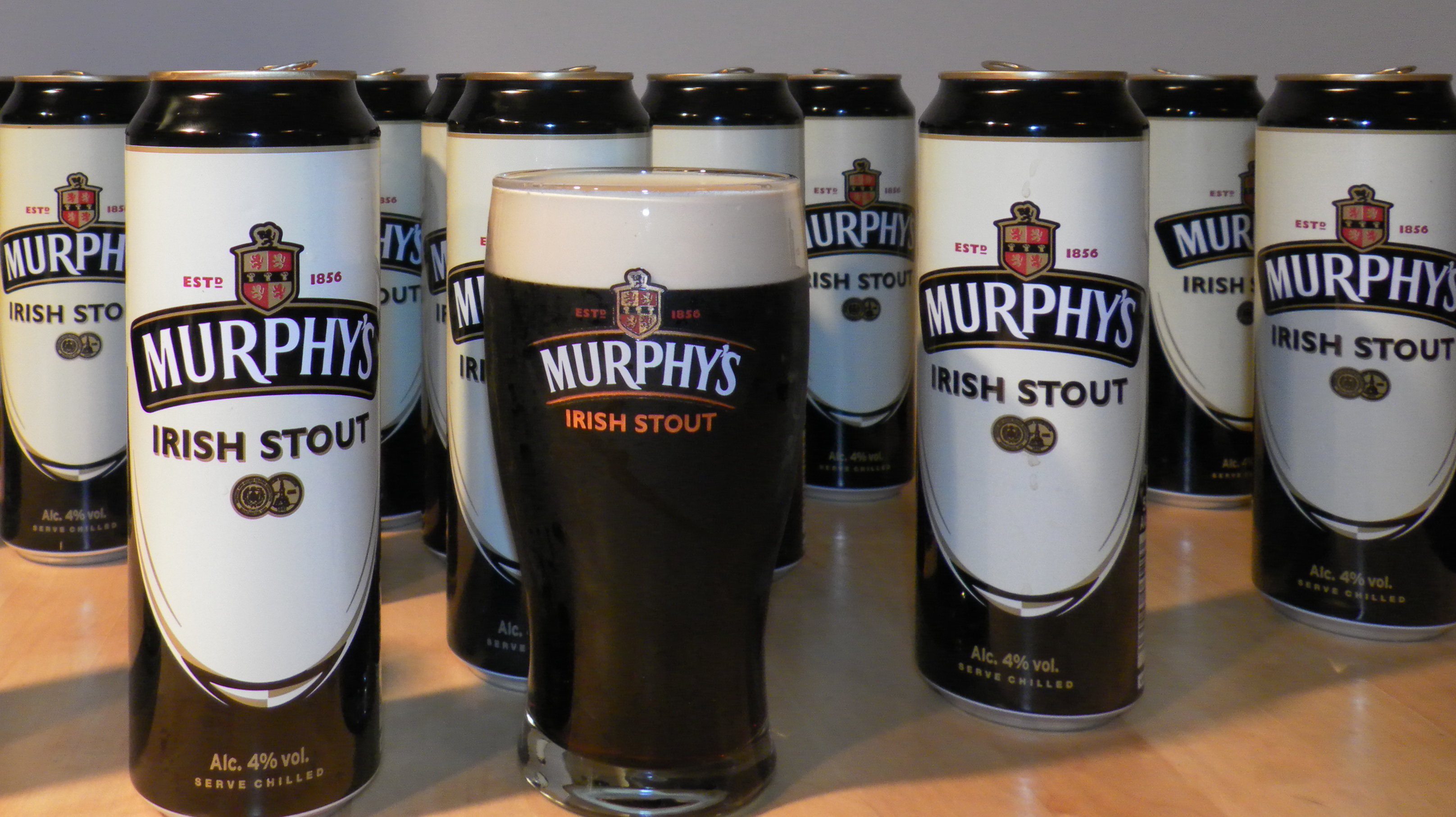
Murphy's Irish Stout

### Porter
Nu au existat diferențe, din punct de vedere istoric, între berile stout și porter, deși fusese mai demult o tendință ca fabricile de bere să evidențieze punctele forte ale berilor lor prin cuvintele „extra”, „double” și „stout”. Termenul stout a fost folosit inițial pentru a indica o bere porter mai tare decât celelalte beri porter produse de o fabrică de bere.

### Oatmeal stout

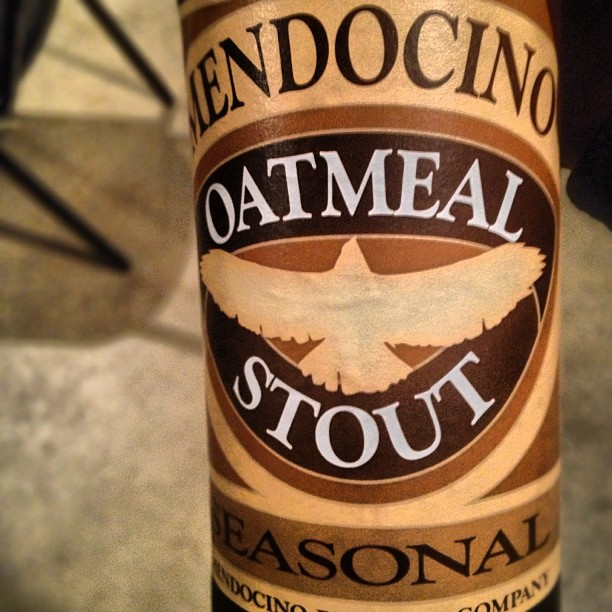
O bere oatmeat stout produsă de, o fabrică de bere artizanală fondată în 1983.

Oatmeal stout este o variantă de bere stout preparată cu o anumită cantitate de ovăz, în mod normal de maximum 30%, adăugată în timpul procesului tehnologic. Chiar dacă o proporție mai mare de ovăz în bere poate duce la un gust amar sau astringent, ovăzul era în perioada medievală un ingredient comun al berii ale, iar proporțiile de maxim 35% erau considerate normale. În ciuda faptului că fabricile din unele zone ale Europei, cum ar fi Norvegia, au continuat să folosească ovăzul în fabricarea berii până la începutul secolului al XX-lea, practica dispăruse în mare parte în secolul al XVI-lea, încât în anul 1513 marinarii din perioada dinastiei Tudor⁠(d) au refuzat să bea berea din ovăz oferită lor din cauza aromei amărui.
O renaștere a interesului pentru utilizarea ovăzului în bere a apărut la sfârșitul secolului al XIX-lea, când berile (presupus) fortifiante, hrănitoare și nedăunătoare, precum varianta ulterioară milk stout, erau populare, datorită asocierii terciului de cereale cu îmbunătățirea sănătății. Maclay of Alloa a produs un sortiment denumit Original Oatmalt Stout în 1895, care folosea 70% „malț de ovăz”, și un alt sortiment denumit 63/- Oatmeal Stout în 1909, care folosea 30% „fulgi (terci) de ovăz”.
În secolul al XX-lea, multe sortimente de bere oatmeal stout conțineau doar o cantitate minimă de ovăz. De exemplu, în 1936, sortimentul Barclay Perkins Oatmeal Stout folosea doar 0,5% ovăz. Deoarece berea oatmeal stout era preparată într-un proces parti-gyle, împreună cu berea porter și berea stout standard, acestea două conțineau, de asemenea, aceeași proporție de ovăz. (Procesul de producție parti-gyle implică extragerea mai multor musturi dintr-un singur piure prin operațiuni separate de barbotare. Fiecare barbotare ulterioară extrage un must mai diluat cu densitate inferioară din ingrediente cu aceeași proporție. Ca urmare, fiecare must este fiert și lăsat să fermenteze pentru a produce o bere de tărie diferită din aceleași ingrediente.) Numele acestor sortimente pare să fi fost atribuit mai degrabă într-un scop de marketing. În anii 1920 și 1930, sortimentele London Stout și Oatmeal Stout ale companiei Whitbread erau identice, fiind doar ambalate diferit. Cantitatea de ovăz folosită de Whitbread era minimă, din nou în jur de 0,5%. Ca urmare a folosirii unei cantități atât de mici, ovăzul ar fi putut avea doar un impact redus asupra aromei sau texturii acestor sortimente de bere.
Multe fabrici de bere încă mai fabricau sortimente oatmeal stout în anii 1950, de exemplu Brickwoods din Portsmouth, Matthew Brown din Blackburn și Ushers din Trowbridge. Atunci când Michael Jackson menționa sortimentul „Oat Malt Stout” al companiei Eldrige Pope⁠(d) în cartea The World Guide to Beer (1977), vaianta oatmeal stout nu se mai fabrica nicăieri, dar Charles Finkel⁠(d), fondatorul companiei Merchant du Vin, era suficient de curios pentru a-i comanda companiei Samuel Smith⁠(d) să producă un sortiment. Berea „Oatmeal Stout” a companiei Samuel Smith a devenit apoi șablonul pentru sortimentele altor fabrici de bere.

### Oyster stout

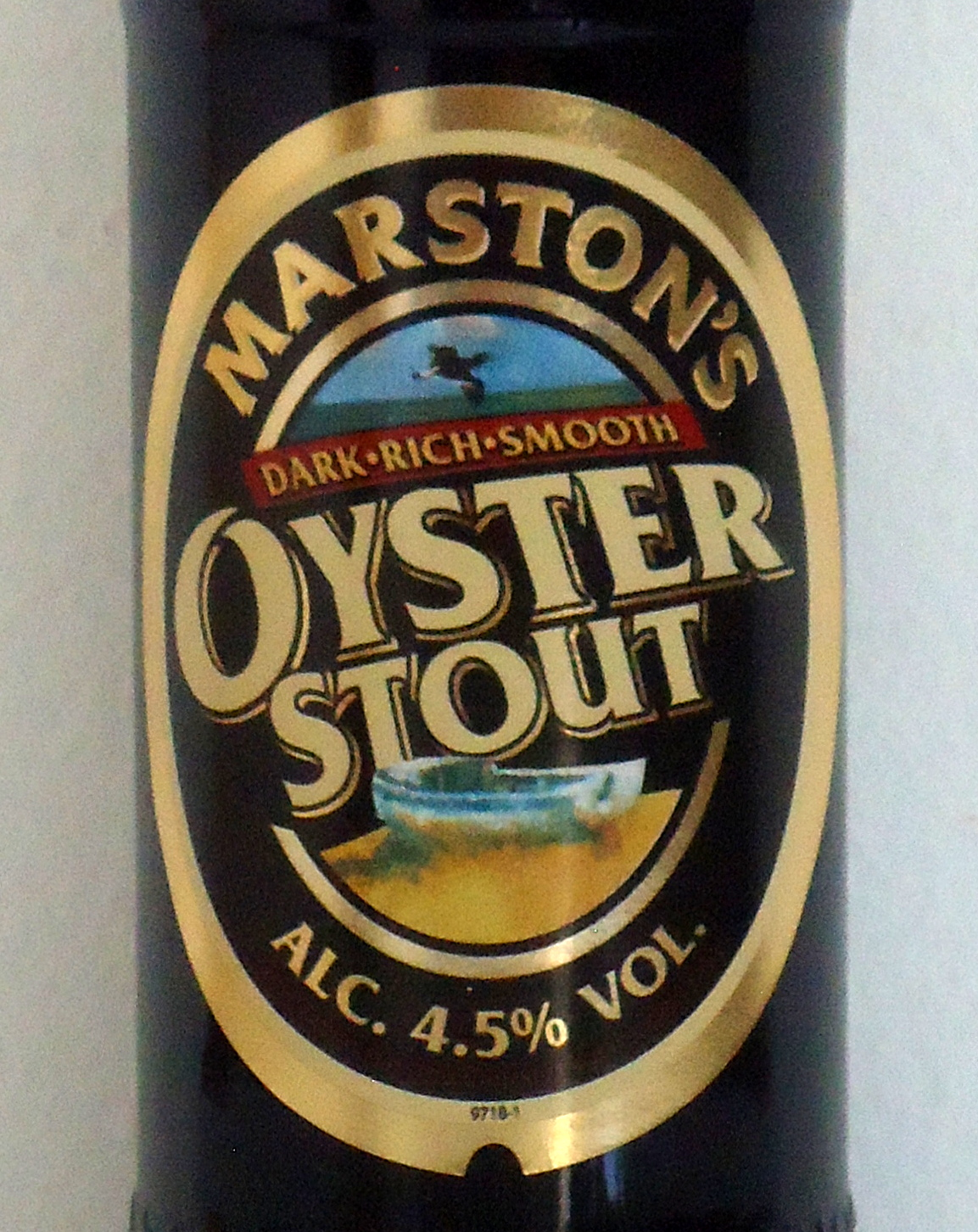
Oyster Stout

Stridiile au avut o asociere lungă cu berea stout. În secolul al XVIII-lea, atunci când berea stout a apărut, stridiile erau un fel obișnuit de mâncare servit adesea în localurile publice și în taverne. În cursul secolului al XX-lea, bancurile de stridii erau în declin, iar berea stout a fost înlocuită treptat în gusturile consumatorilor cu berea pale ale⁠(d). Ernest Barnes (1896–1969) a venit cu ideea de a combina stridiile cu berea stout, folosind un concentrat de stridii produs de Thyrodone Development Ltd. din orașul Bluff⁠(d) din Noua Zeelandă, compania la care lucra ca manager. Prima bere Oyster stout a fost vândută de Dunedin Brewery Company din Noua Zeelandă în 1938, iar unele fabrici baritanice de bere (printre care Hammerton Brewery din Londra) au început producția acestei variante de bere, folosind aceeași formulă, în anul următor. Hammerton Brewery a fost reînființată în anul 2014 și fabrică din nou un sortiment de bere Oyster stout.
Variantele moderne de oyster stout pot fi preparate prin introducerea unei cantități de stridii în butoiul de bere, după cum a avertizat compania Porterhouse Brewery⁠(d) din Dublin că sortimentul premiat de bere oyster stout, pe care îl fabrică, nu era potrivit pentru vegetarieni. Alte sortimente precum Marston's⁠(d) Oyster Stout, folosesc acest nume pentru a sugera că berea este potrivită pentru a fi consumată împreună cu stridii.

### Chocolate stout
Chocolate stout este un nume pe care producătorii de bere îl dau uneori anumitor variante de bere stout care au o aromă perceptibilă de ciocolată neagră⁠(d) prin utilizarea unui malț mai închis la culoare și mai aromat, îndeosebi a unui malț ciocolatiu (chocolate malt), un malț care a fost prăjit⁠(d) până când a căpătat o culoare ciocolatie. Uneori, ca în cazurile sortimentelor Double Chocolate Cranberry Stout (produs de Muskoka Brewery), Double Chocolate Stout (produs de Young's⁠(d)) și Chocolate Stout (produs de Rogue Brewery⁠(d)), berile sunt preparate, de asemenea, cu o cantitate mică de ciocolată, aromă de ciocolată sau cacao.

### Imperial stout

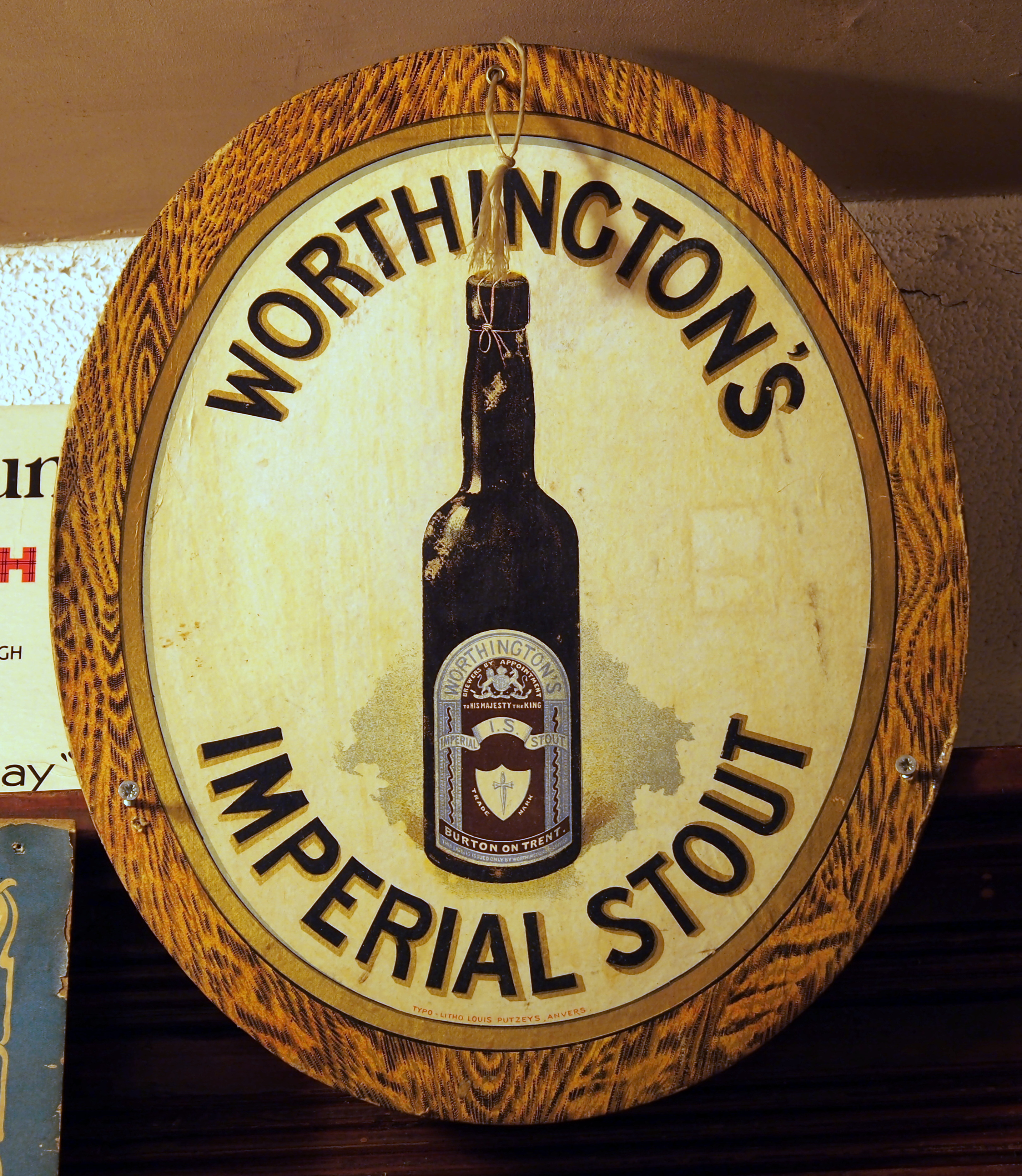
Reclamă la berea Imperial Stout a fabricii

Varianta „Imperial stout”, cunoscută și sub numele de „Russian Imperial stout”, este o bere brună tare produsă într-un stil propriu, începând din secolul al XVIII-lea, de fabrica Thrale's Anchor Brewery⁠(d) din Londra pentru a fi exportată la curtea împărătesei Ecaterinei a II-a a Rusiei. În anul 1781 fabrica de bere și-a schimbat proprietarul, iar această variantă de bere a devenit cunoscută sub numele de „Barclay Perkins Imperial Brown Stout”. Berea a fost expediată în Rusia de negustorul Albert von Le Coq,⁠(d) căruia i s-a acordat un mandat regal⁠(d) rusesc care îi dădea dreptul să folosească numele „Imperial”. Analizele istorice din perioada 1849–1986 arată că berea avea o densitate inițială⁠(d) cuprinsă între 1,100 și 1,107 și o concentrație alcoolică de aproximativ 10% ABV. Aceasta a rămas practic neschimbată în cursul întregii perioade de timp. O rețetă din 1856 indică, de asemenea, o proporție de hamei de 10 livre la un baril (28 g/L). Atunci când fabrica de bere Barclay a fost preluată de compania Courage⁠(d) în 1955, berea a fost redenumită „Courage Imperial Russian Stout” și a fost produsă sporadic până în 1993. Capacul sticlei a continuat să conțină inscripția „Barclay’s”. În Canada, berea Imperial Stout a fost produsă în orașul Prince Albert⁠(d) din statul Saskatchewan mai întâi de Fritz Sick, iar apoi de compania Molson⁠(d), care a preluat această fabrică în 1958.
Fabrica de bere Wiibroe din Danemarca a lansat o bere Imperial Stout cu o concentrație alcoolică de 8,2% în 1930. Prima fabrică de bere din Statele Unite ale Americii care a fabricat varianta Imperial Stout a fost Yakima Brewing⁠(d) a lui Bert Grant.
Berea Imperial stout are o concentrație alcoolică ridicată, de obicei peste 9% vol⁠(d), și este una dintre stilurile de bere cele mai închise la culoare. Fabrica englezească de bere Samuel Smith⁠(d) a fabricat la începutul anilor 1980 o versiune pentru export în Statele Unite ale Americii⁠(d), iar astăzi Imperial stout se află printre cele mai populare stiluri de bere ale producătorilor artizanali din SUA. Sortimentele americane ale acestui stil includ adesea ingrediente precum boabele de vanilie, pudra de chili, siropul de arțar, cafeaua și bezelele. Multe dintre aceste sortimente sunt învechite în butoaie de bourbon⁠(d) pentru a adăuga straturi suplimentare de aromă. Cuvântul „Imperial” este adăugat acum în mod obișnuit altor stiluri de bere pentru a desemna o versiune mai puternică, precum Imperial IPA, Imperial pilsner etc.
Baltic porter⁠(d) este o versiune a berii Imperial Stout care a fost produsă pentru prima dată în regiunea baltică în secolul al XIX-lea. Sortimentele de bere Imperial stout importate din Marea Britanie au fosr reproduse la nivel local, prin folosirea unor ingrediente autohtone și a tradițiilor locale de fabricare a berii.

#### Galerie de beri Imperial stout

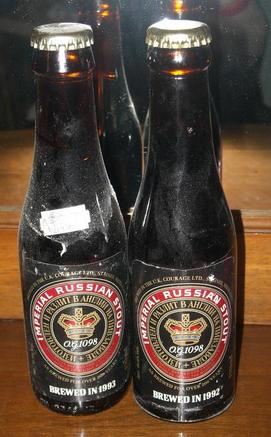
Courage⁠(d) Imperial Russian Stout
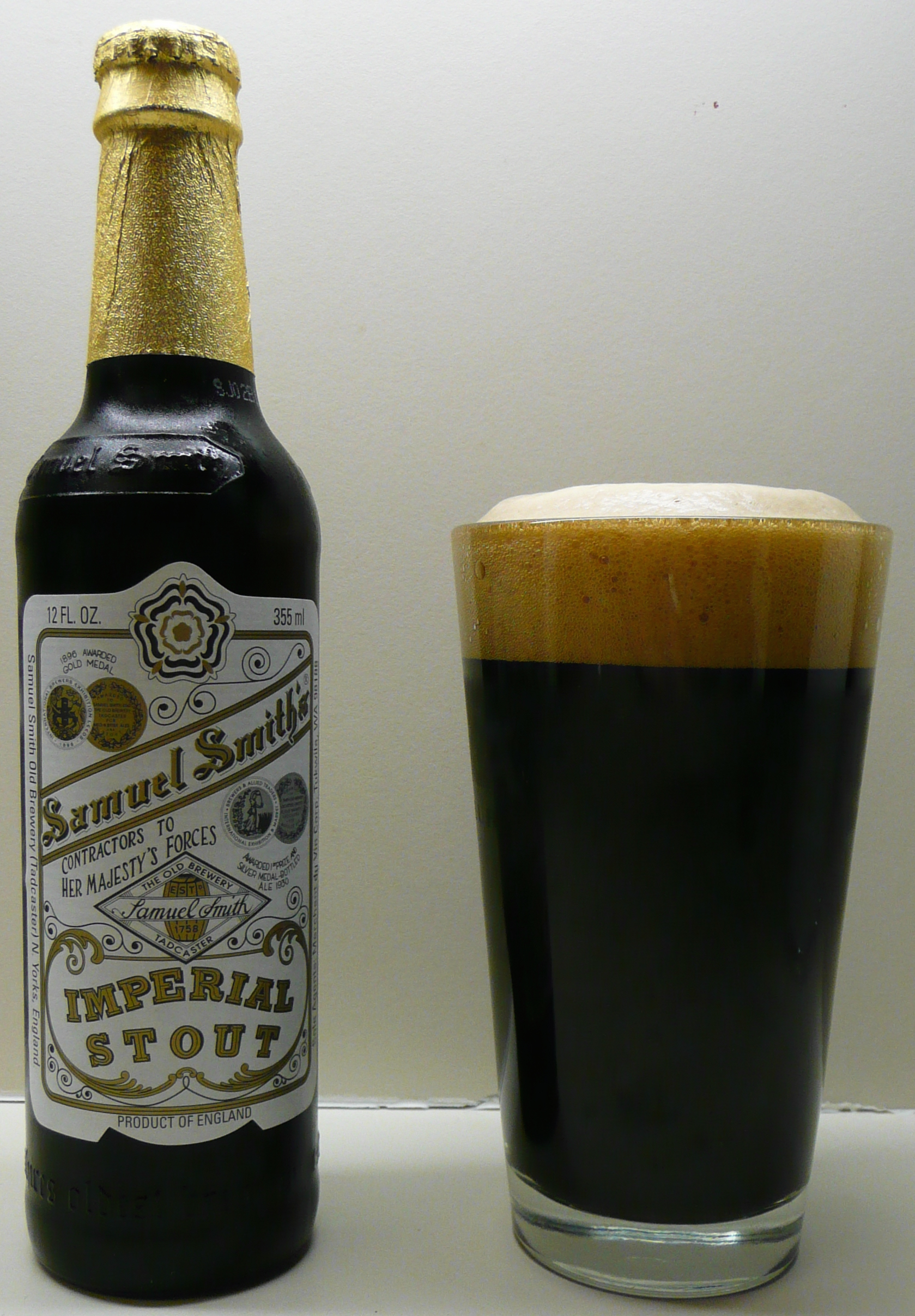
Samuel Smith's⁠(d) Imperial Stout
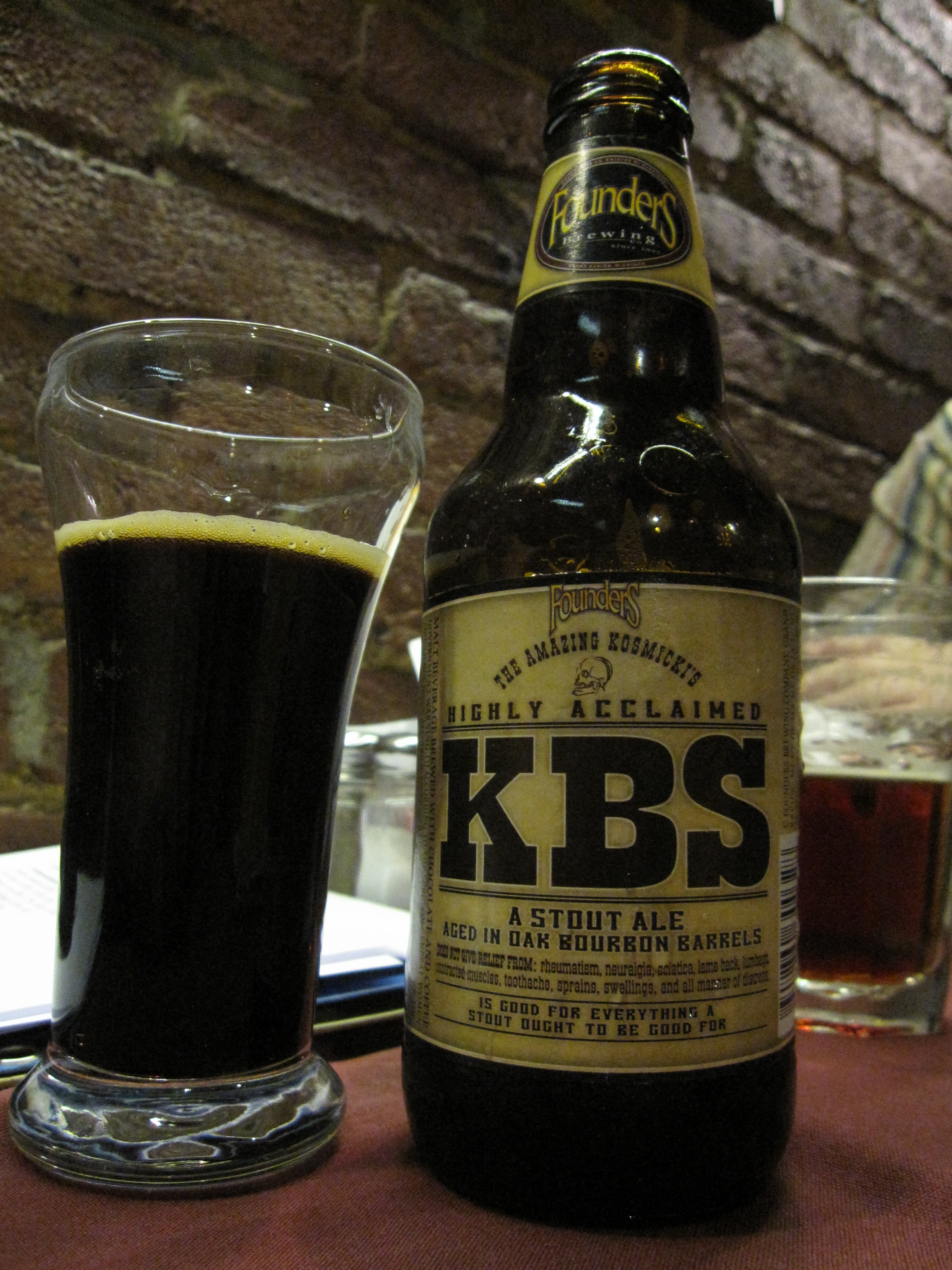
Founders⁠(d) Kentucky Breakfast Stout
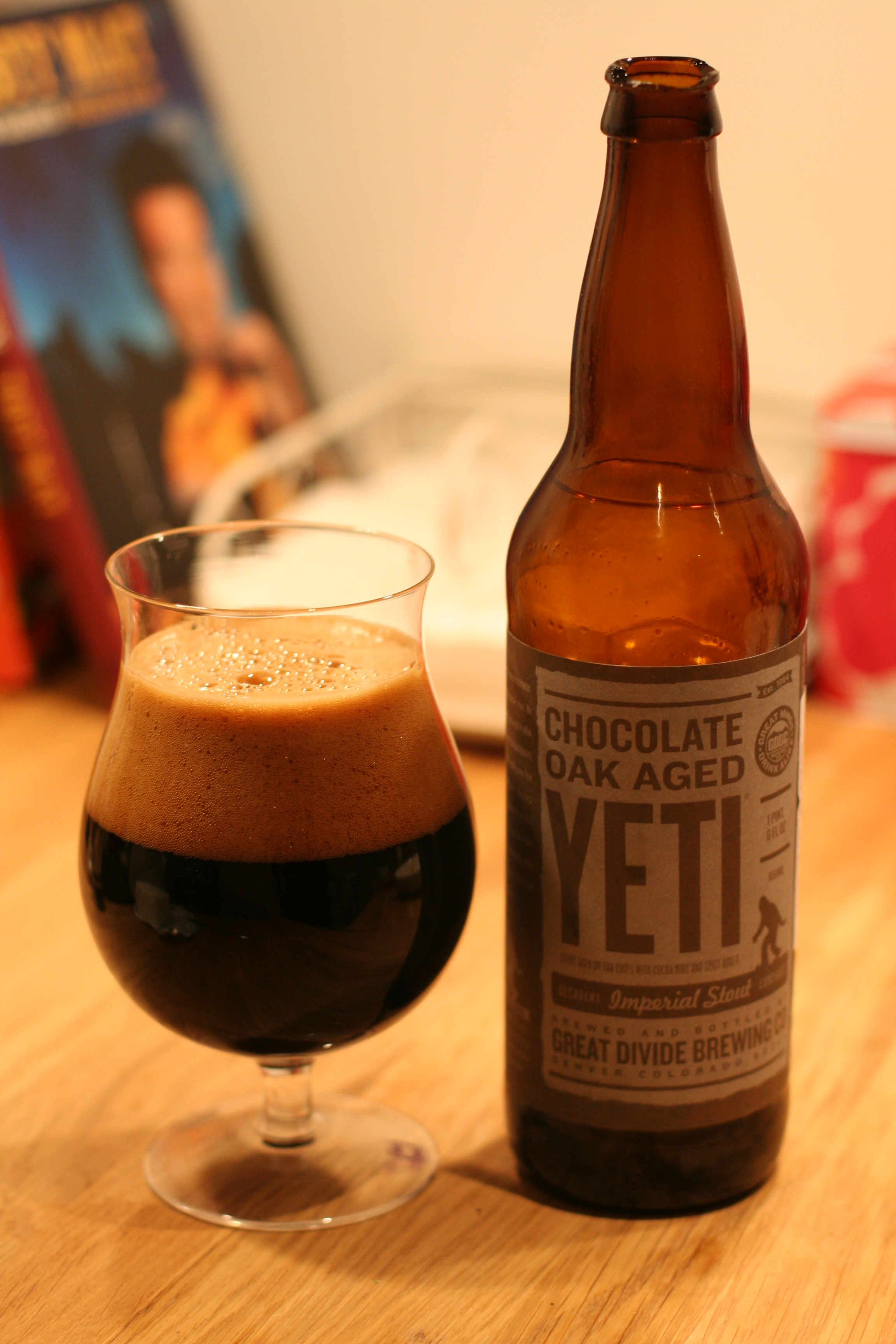
Great Divide⁠(d) Oak Aged Yeti
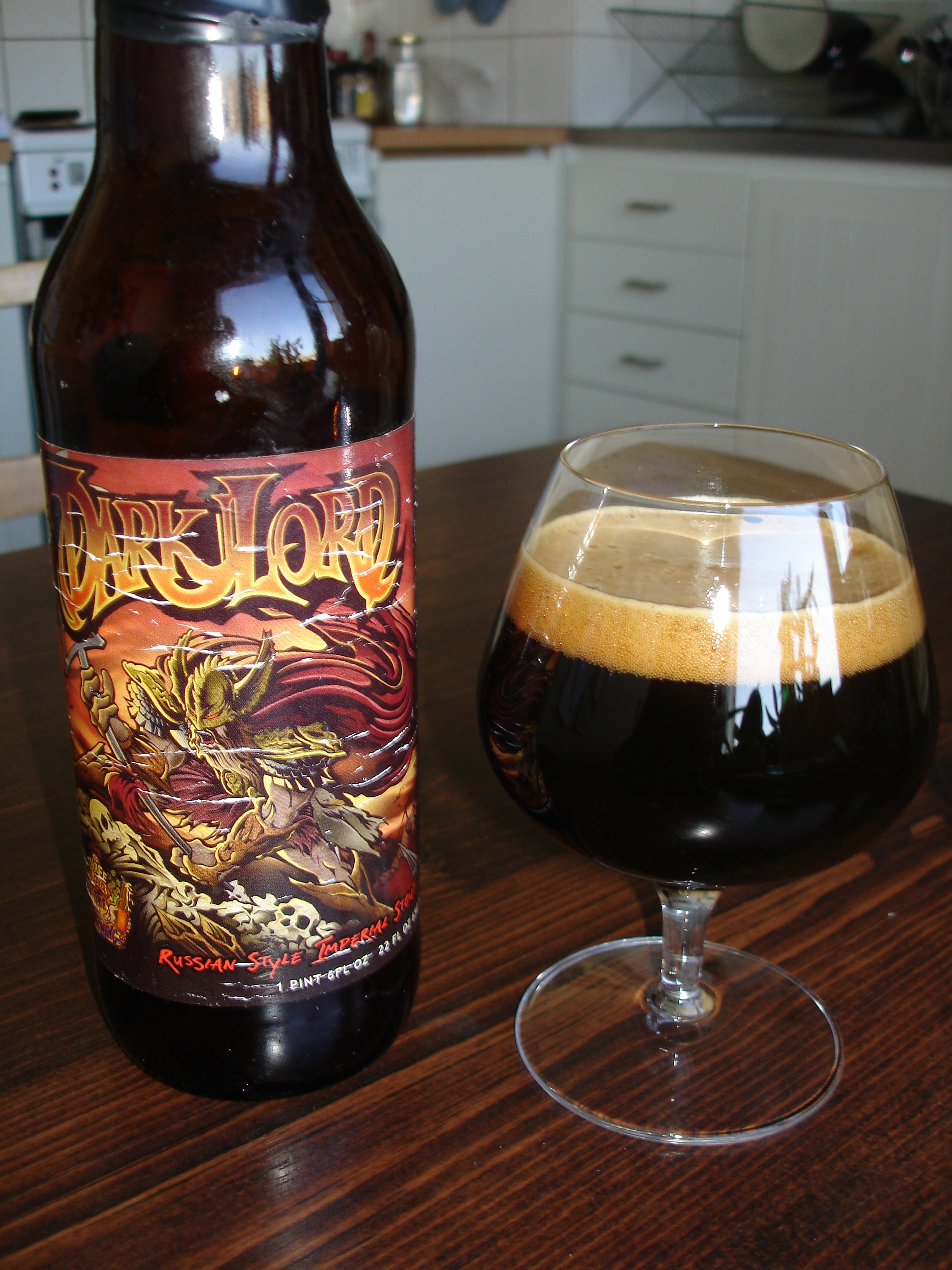
Three Floyds⁠(d) Dark Lord
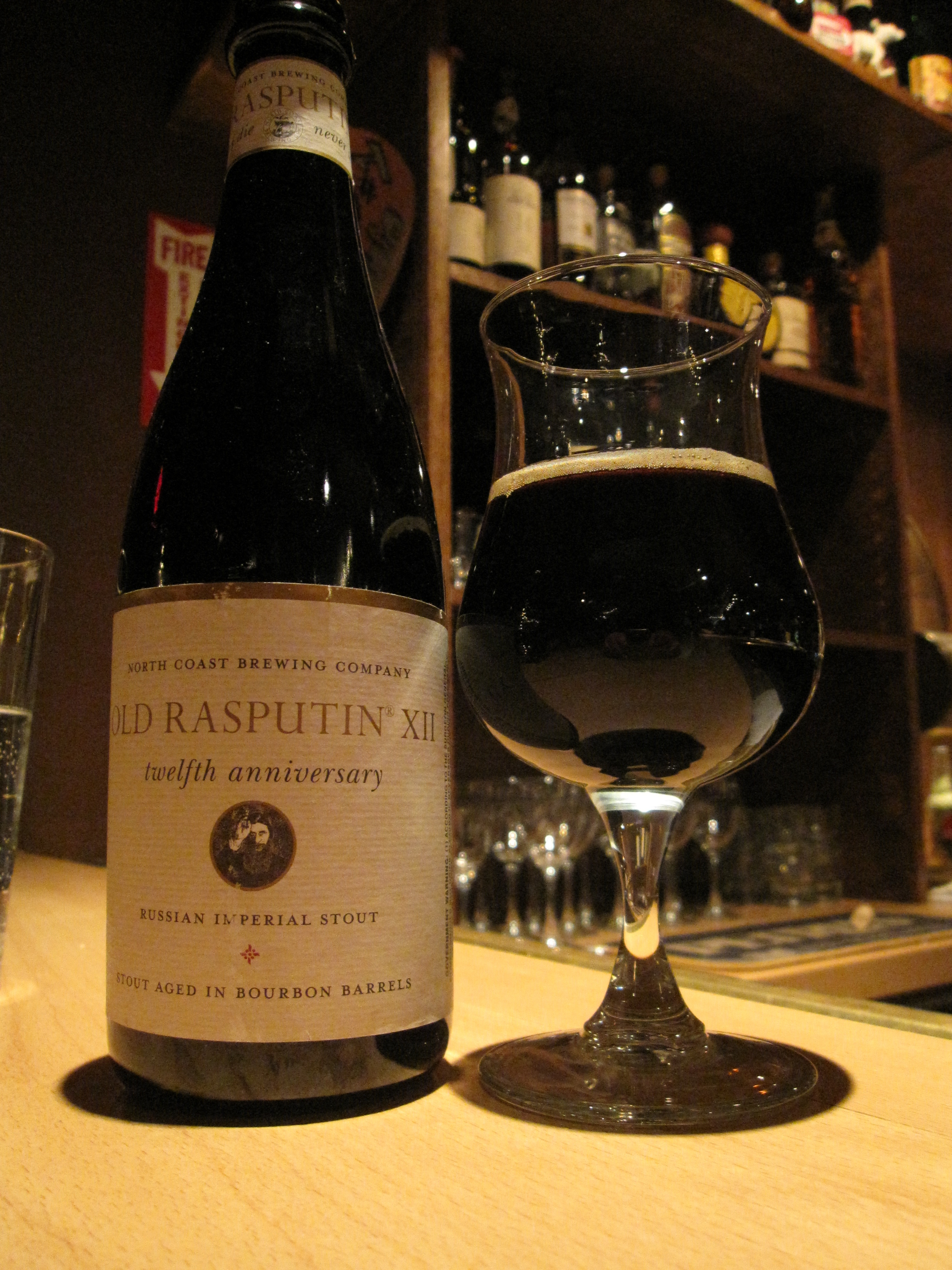
North Coast⁠(d) Old Rasputin XII
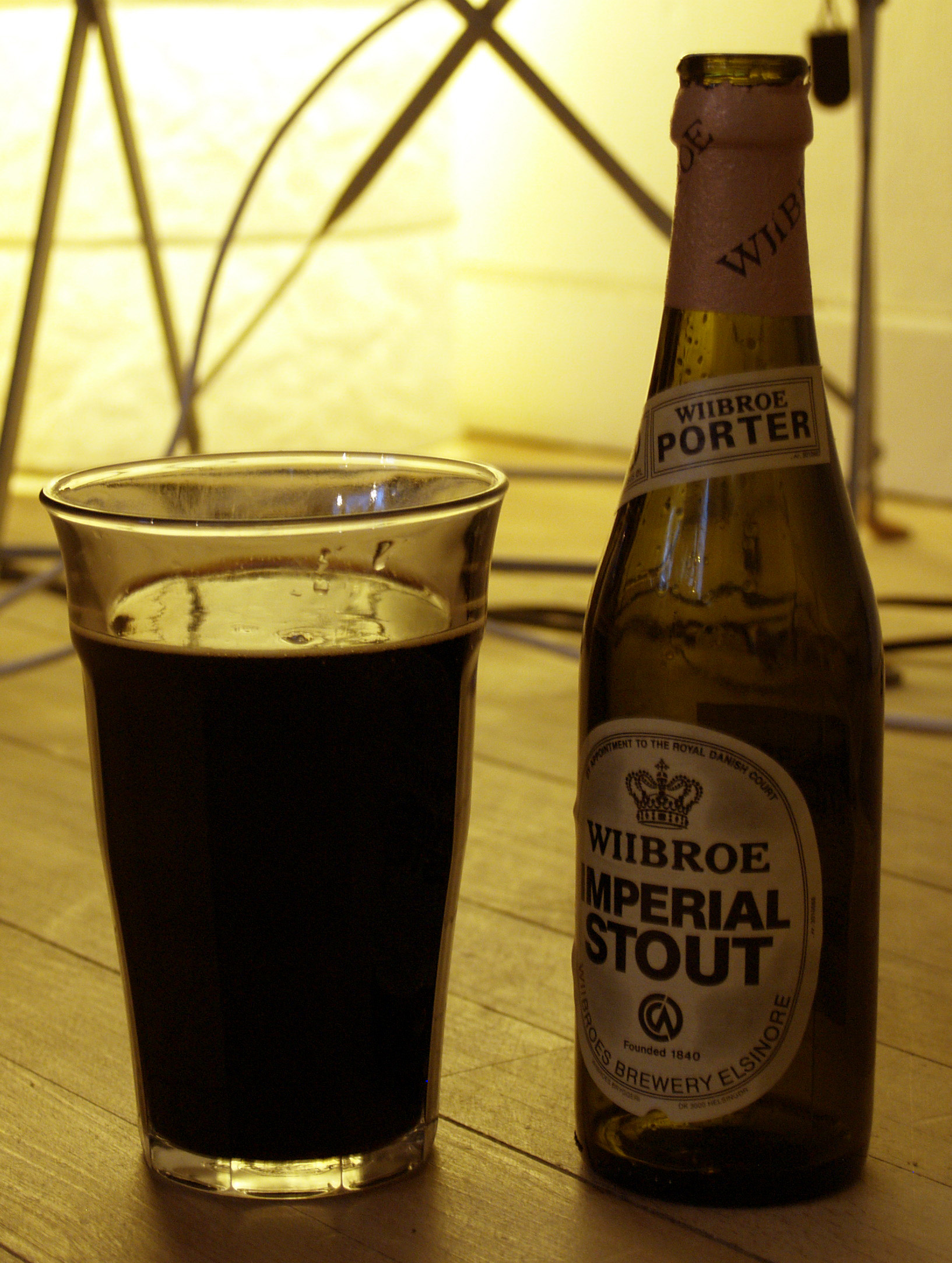
Carlsberg Wiibroe Imperial Stout
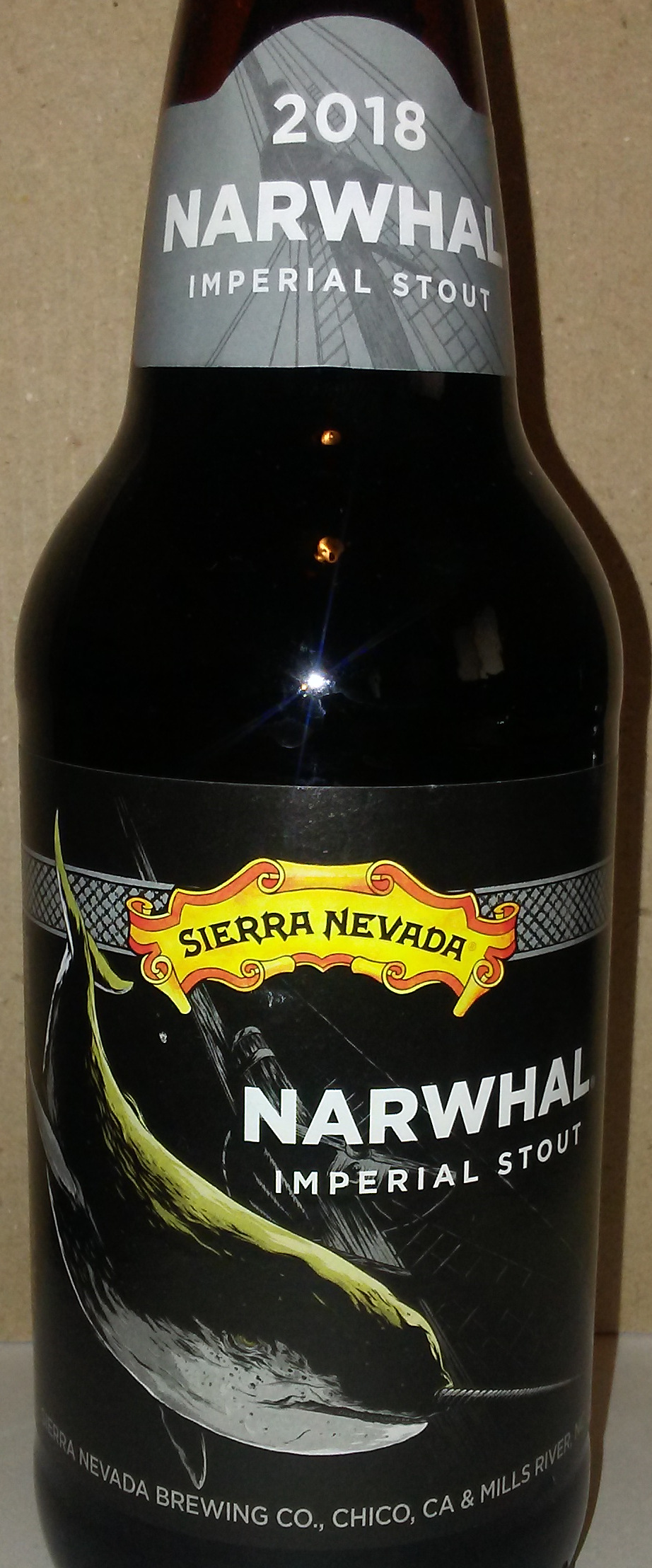
Sierra Nevada⁠(d) Narwhal

### Pastry stout
Varianta pastry stout este o bere stout care este preparată intenționat pentru a fi dulce, cu scopul final de a imita aroma și uneori aspectul unui desert. Multe fabrici de bere⁠(d) care produc sortimente de pastry stout folosesc arome diferite precum cele de ciocolată, de bezele, de sirop de arțar, de vanilie și de diverse fructe. Produsul finit va avea aroma și gustul unor dulciuri populare precum clătitele cu afine, s'mores⁠(d), gogoșile, negresele, prăjiturile, înghețatele și crumble-urile de fructe doar pentru a numi câteva.